# Durazzové

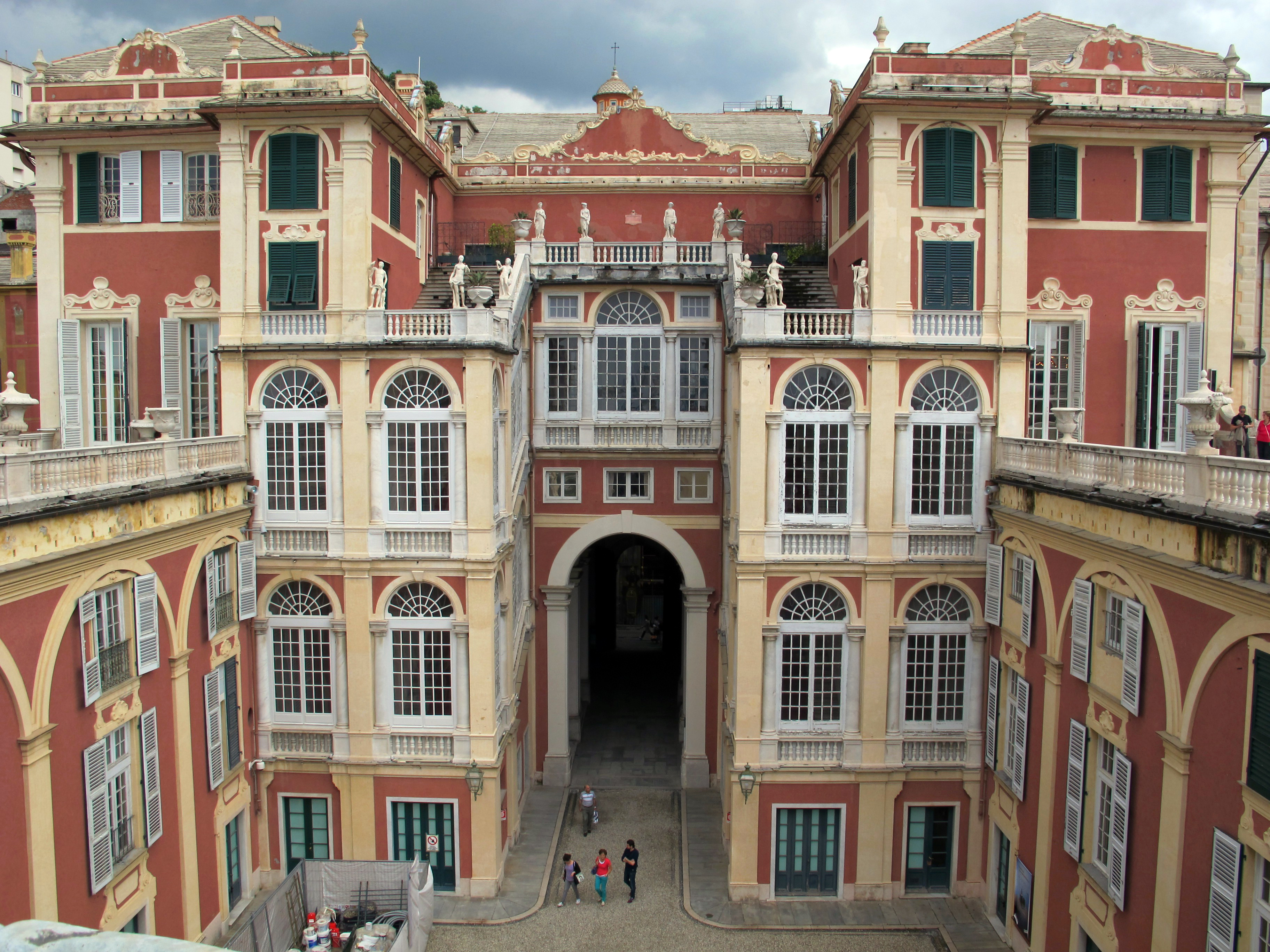
Palazzo Reale v Janově

Durazzové (italsky Durazzo, nebo Durassa) , počeštěně páni z Drače, je jméno italského šlechtického rodu původem z Albánie, konkrétně z města Drač (albánsky Durrësi, italsky Durazzo) v Albánii.
Rod Durazzů stál u rozvoje mnoha měst Janovské republiky a někteří členové rodu byli janovskými dóžaty.

## Významní členové rodu
- Clelia Durazzo-Grimaldi
- Jakub z Durazza
- Jakub Filip z Durazza
- Jeroným Ludvík z Durazza
- Jan z Durazza (1294-1336)
- Jan z Durazza (1332–1336), vévoda z Durazza jako vládce Albánského království
- Karel I. z Durazza (1323–1348), vévoda z Durazza jako vládce Albánského království
- Johana z Durazza (1344–1368), vévodkyně z Durazza jako vládce Albánského království
  - Ludvík z Durazza (1345–1386), právem manžela neapolský a uherský král, vévoda z Durazza jako vládce Albánského království
- Karel z Durazza (1345-1386), neapolský a uherský král
- Markéta z Durazza (1347-1412), neapolská a uherská královna
- Stefano Durazzo
- Johana (Jana) z Durazza (1373-1435), neapolská královna, jako manželka Viléma Habsburského vévodkyně rakouská

## Paláce
- Palazzo Reale v Janově
- Villa Di Negro Rosazza dello Scoglietto
- Palác Durazzo-Pallavicini, radnice ve městě Sestri Levante, stavba z druhé poloviny 17. století, na hlavním náměstí Piazza Giacomo Matteotti
- Palác Durazzo-Cattaneo Della Volta ve městě Sestri Levante, postavený v 15. století, současná podoba z 18. století s přistavěnou kaplí